# Antillopsyche demma
Antillopsyche demma là một loài Trichoptera trong họ Dipseudopsidae. Chúng phân bố ở vùng Tân nhiệt đới.